# Mikrodontie
Die Mikrodontie (aus  μικρός mikros, deutsch ‚klein‘ und altgriechisch ὀδούς odous, deutsch ‚Zahn‘) ist eine seltene Veränderung, bei der einer, mehrere oder alle Zähne im Verhältnis zum Kiefer kleiner als normal sind.
Ein zu kleiner Zahn kann auch abnormal geformt sein.

## Einteilung
Je nach Anzahl der veränderten Zähne ist folgende Einteilung sinnvoll:
- Echte generalisierte Mikrodontie: Bei dieser Form sind alle Zähne abnormal klein. Sie tritt sehr selten bei einem Wachstumshormonmangel auf.
- Relative generalisierte Mikrodontie (Pseudomikrodontie): Hier sind die Zähne normal ausgebildet, aber der Kiefer ist zu groß.
- Fokale Mikrodontie: Bei der herdförmigen Form ist einer oder einzelne Zähne zu klein. Dies ist die häufigste Form und mit einer Hypodontie assoziiert.

## Vorkommen
Die Häufigkeit wird mit weniger als 1 % der Milchzähne und etwa 2,5 % der bleibenden Zähne angegeben. Am Häufigsten sind die oberen äußeren Schneidezähne und Weisheitszähne betroffen. Das weibliche Geschlecht ist häufiger betroffen.

## Ursache
Als Ursache bzw. möglicher Auslöser kommt eine Reihe von Faktoren infrage:
- Chemotherapie
- Ektodermale Dysplasie
- Lippen-Kiefer-Gaumenspalte
- Strahlentherapie während der Entwicklung der Zähne
- Wachstumshormonmangel

## Im Rahmen von Syndromen
Im Rahmen zahlreicher Syndrome kann eine Mikrodontie auftreten:
- ADULT-Syndrom
- Amelogenesis imperfecta
- Bloch-Sulzberger-Syndrom
- Coffin-Siris-Syndrom
- Down-Syndrom
- EEC-Syndrom
- Goltz-Gorlin-Syndrom
- Gorlin-Chaudhry-Moss-Syndrom
- Johanson-Blizzard-Syndrom
- Kranioektodermale Dysplasie
- Marshall-Syndrom
- Okulo-dento-digitale Dysplasie
- Rieger-Syndrom
- Salamon-Syndrom
- Silver-Russell-Syndrom
- Williams-Beuren-Syndrom

- Dentindysplasie Typ 1 mit Mikrodontie und Formanomalien[6]
- MOPD Typ II[7]
- LAMM-Syndrom[8]